# مخزن سد چوگرای
مخزن سد چوگرای (به لاتین: Chogray Reservoir) یک مخزن سد در روسیه است که در سرزمین استاوروپول واقع شده‌است.